# Monika Kil

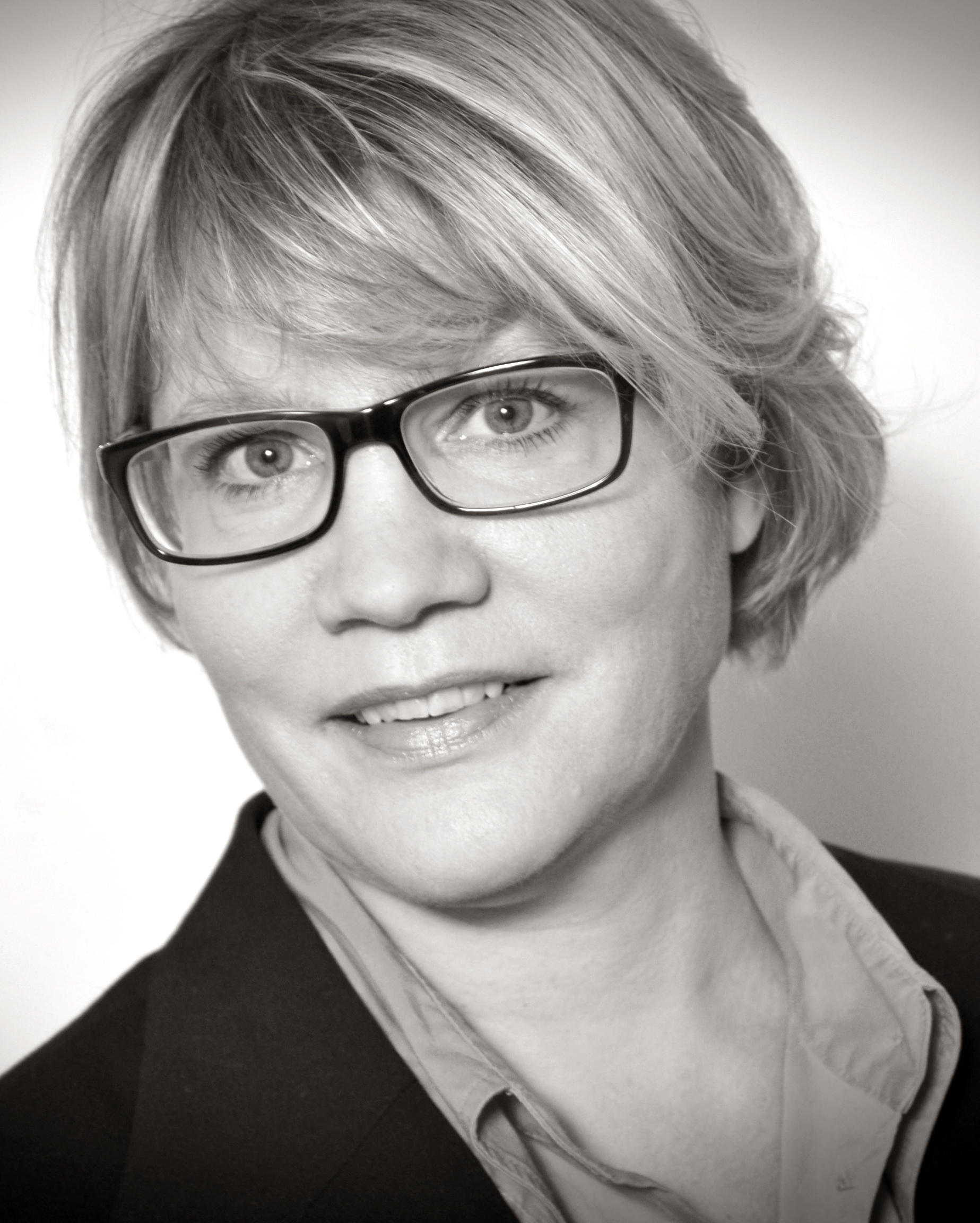
Monika Kil (2012)

Monika Kil (* 5. Dezember 1966 in Menden/Sauerland) ist eine deutsche Bildungsforscherin und Professorin für Weiterbildungsforschung und Bildungsmanagement an der Donau-Universität Krems in Österreich.

## Leben und Werk
Monika Kil studierte in Dortmund Erziehungswissenschaften und Organisationspsychologie. 1998 folgte im gesellschaftswissenschaftlichen Fachbereich 14 im Fach Psychologie der Universität Dortmund bei Hellmuth Metz-Göckel und Ekkehard Nuissl die Promotion (summa cum laude und ausgezeichnet mit dem Dissertationspreis der Universität Dortmund) und 2006 die Habilitation an der Universität Bremen. Die Venia Legendi wurde für das Fach „Erziehungswissenschaft unter besonderer Berücksichtigung von Erwachsenen-/Weiterbildung und empirischer Bildungsforschung“ vergeben.
Seit 2013 ist sie Universitätsprofessorin an der Donau-Universität Krems.
Von 1998 bis 2012 war Kil Vorsitzende des Berufsverbandes der Erziehungswissenschaftlerinnen und Erziehungswissenschaftler (BV-Päd.) und damit Herausgeberin der Fachzeitschrift Der pädagogische Blick: Zeitschrift für Wissenschaft und Praxis in pädagogischen Berufen, die sie 2006 in das Peer-Review-Verfahren überführte. Von 2009 bis 2012 leitete sie das Forschungs- und Entwicklungszentrum des Deutschen Institut für Erwachsenenbildung – Leibniz-Zentrum für Lebenslanges Lernen e. V. (DIE) in Bonn und arbeitete strategisch mit Martin Kronauer am Programm „Inklusion/Lernen im Quartier“. Von 2013 bis 2017 setzte sie als Vizerektorin für „Lehre/Wissenschaftliche Weiterbildung“ die Entwicklung „Die Strategie der Donau-Universität“, die Konzeption und Umsetzung von PhD-Studien und die Zertifizierung des Qualitätsmanagementsystems der Donau-Universität Krems um.
Von 2017 bis 2018 war sie Rektorin der Alanus Hochschule für Kunst und Gesellschaft in Bonn/Alfter und trat aufgrund unterschiedlicher Auffassungen über die Weiterentwicklung und zukünftige Ausrichtung der Alanus Hochschule zurück.
Ihre Arbeitsschwerpunkte sind:
- Grundlagen Lebenslanges Lernens und soziale Inklusion
- Bildungsmanagement und digitale Bildungsdiagnostik (algorithmisch medizinbasierte Bildungstechnologien)
- Benefits of Lifelong Learning (Entstehungsbedingungen und Erfassung)

Kil ist verheiratet und hat zwei Kinder.

## Schriften
- Kil, M. (2020): Funktionsaudit. Einordnung, Definition und Beurteilung „Digitale Bildungsdiagnostik“ Pädagogische Qualität und Audit algorithmisch-medizinbasierte mehrsprachiger Bildungstechnologien - AMBET® (Algorithmic MedicinBased Educational Technologies), LOGmedia Institut für digitale Bildung, insbes. piccoLOG (Vorschule) und eduLOG (Übergang, 1. und 2. Klasse Primarstufe). Krems/Fröndenberg. 33 Seiten.
- Kil, M. (2018, erschienen in 2. Auflage): Programmentwicklung und -revision. In: Gessler, M./Sebe-Opfermann, A. (Hrsg.): Handlungsfelder des Bildungsmanagements. Ein Handbuch. Münster: Waxmann. S. 203–216
- Kil, M./Leffelsend, S./Metz-Göckel, H. (2000): Zum Einsatz einer revidierten und erweiterten Fassung des Job Diagnostic Survey im Dienstleistungs- und Verwaltungssektor, Zeitschrift für Arbeits- und Organisationspsychologie, 44, 3, S. 115–128. (Impactfactor 0.556)
- Kil, M./Motschilnig, R./Thöne-Geyer, B. (2013): What Can Adult Education Accomplish? The Benefits of Adult Learning – The Approach, Measurement and Prospects (12 pages). Reihe: texte.online (Original erschienen 2012 In. Der pädagogische Blick)
- Manninen, J./Sgier, I./Fleige, M./Thöne-Geyer, B./Kil, M. u. a. (2014): Benefits of Lifelong Learning in Europe. Main Results of the BeLL-Project. Research Report. German Institute for Adult Education. Bonn.

Interview
- Deutschlandfunk:  Weiterbildung Kompetenz und positive Gesundheitseffekte (mit Benedikt Schulz)
- Menschen. Inklusiv leben: Die Grundhaltung muss stimmen (mit Jeanette Goddar)
- Upgrade: Mehrwert durch Verschränkung (mit Cathren Landsgesell)

Forschungsmethodische Instrumente
- JDSgeneral für den Einsatz in Dienstleistungsberufen
- OED-Grid Good Practice Soziale Inklusion
- BeLLQ Benefits of Lifelong Learning 11 Sprachen
- OrTe-Fragebogen
- Digitale Bildungsdiagnostik und Weiterbildung mit eduLOG